# Cornel Dobre
Pour les articles homonymes, voir Dobre.
Cornel Dobre est un footballeur roumain né le 5 juillet 1975 à Bucarest.

## Carrière
- 1994-95 : Rocar Bucarest  Roumanie
- 1995-96 : Rocar Bucarest  Roumanie
- 1996-97 : Rocar Bucarest  Roumanie
- 1997-98 : Rocar Bucarest  Roumanie
- 1997-98 : Dinamo Bucarest  Roumanie
- 1998-99 : Dinamo Bucarest  Roumanie
- 1999-00 : Dinamo Bucarest  Roumanie
- 1999-00 : Rocar Bucarest  Roumanie
- 2000-01 : Universitatea Craiova  Roumanie
- 2001-02 : Universitatea Craiova  Roumanie
- 2002-03 : Astra Ploiești  Roumanie
- 2003-04 : Oțelul Galați  Roumanie
- 2004-05 : FC Argeș Pitești  Roumanie
- 2005-06 : FC Argeș Pitești  Roumanie
- 2005-06 : Oțelul Galați  Roumanie
- 2006-07 : Unirea Urziceni  Roumanie
- 2006-07 : Ceahlăul Piatra Neamț  Roumanie
- 2007-08 : Dacia Mioveni  Roumanie